# 다이센지역
다이센지역(일본어: 大川寺駅)은 일본 도야마현 도야마시에 위치한 도야마 지방 철도 가미다키 선의 철도역이다. 단선 승강장 1면 1선의 구조를 갖춘 지상역이다.

## 이용 현황
| 연도 | 1일 평균 승차 인원 |
| ---- | ------------------ |
| 2004 | 60                 |
| 2005 | 68                 |
| 2006 | 65                 |
| 2007 | 66                 |
| 2008 | 65                 |
| 2009 | 61                 |
| 2010 | 64                 |
| 2011 | 60                 |
| 2012 | 57                 |
| 2013 | 59                 |
| 2014 | 58                 |
| 2015 | 60                 |

## 역 주변
- 조간지 강

## 역사
- 1929년 6월 10일 : 도야마 현영 철도의 가미다키코엔시타역으로서 개업.
- 1943년 1월 1일 : 교통 대통합에 의해 도야마 지방 철도로 양도되어, 이 회사 다테야마 선의 역이 됨.
- 1959년 1월 1일 : 다이센지코엔역으로 개칭.
- 1967년 10월 1일 : 다이센지유엔역으로 개칭.
- 1969년 4월 1일 : 미나미토야마 - 이와쿠라지 간이 가미다키 선으로 분리되어, 이 노선의 역이 됨.
- 1976년 11월 10일 : 현 역사 준공.
- 1997년 4월 1일 : 다이센지역으로 개칭.

## 인접 역
| 도야마 지방 철도 가미다키 선            | 도야마 지방 철도 가미다키 선 | 도야마 지방 철도 가미다키 선 |
| --------------------------------------- | ---------------------------- | ---------------------------- |
| 가미다키 이나리마치 · 미나미토야마 방면 | ■ 가미다키 선                | 이와쿠라지 이와쿠라지 방면   |